# Tobias Reinbacher
Tobias Reinbacher (* 1972 in Wiesbaden) ist ein deutscher Rechtswissenschaftler und Hochschullehrer.

## Leben
Von 1992 bis 2000 studierte er Jura an der Johann Wolfgang Goethe-Universität Frankfurt am Main (November 2000 1. Juristisches Staatsexamen in Hessen). Von Mai 2001 bis April 2003 absolvierte er das Referendariat am Kammergericht (Mai 2003 2. Juristisches Staatsexamen in Berlin). Nach der Promotion (2003–2006) an der Humboldt-Universität zu Berlin war er von 2003 bis 2013 wissenschaftlicher Mitarbeiter am Lehrstuhl von Bernd Heinrich an der HU Berlin. Nach der Habilitation (2007–2013) an der HU Berlin zum Thema Strafrecht im Mehrebenensystem ist er seit Sommersemester 2017 Inhaber einer Professur für Strafrecht und Strafprozessrecht an der Julius-Maximilians-Universität Würzburg.

## Schriften (Auswahl)
- Die Strafbarkeit der Vervielfältigung urheberrechtlich geschützter Werke zum privaten Gebrauch nach dem Urheberrechtsgesetz. Berlin 2007, ISBN 3-428-12431-6.
- Das Strafrechtssystem der USA. Eine Untersuchung zur Strafgewalt im föderativen Staat. Berlin 2010, ISBN 978-3-428-13169-3.
- Strafrecht im Mehrebenensystem. Modelle der Verteilung strafrechtsbezogener Kompetenzen. Baden-Baden 2014, ISBN 3-8487-1255-5.
- mit Bernd Heinrich: Examinatorium Strafprozessrecht. Baden-Baden 2017, ISBN 3-8487-3872-4.